# 卡羅琳·恩尼絲汀 (埃爾巴赫-舍恩貝格)
卡羅琳·恩尼絲汀（德語：Karoline Ernestine，1727年8月20日—1796年4月22日），埃爾巴赫-舍恩貝格伯爵格奧爾格·奧古斯特的女兒，母親是斯托貝格-蓋登的費迪南德·亨麗埃特。也是英國維多利亞女王的外曾祖母。

## 家庭
1754年，卡羅琳·恩尼絲汀與羅伊斯-埃伯斯多夫的亨利二十四世結婚，兩人共有3子3女：
1. 亨利四十六世（1755年—1757年），夭折
2. 奧古斯塔（1757年—1831年），英國維多利亞女王的外祖母
3. 路易絲（1759年—1840年）
4. 亨利五十一世（1761年—1822年）
5. 亨利五十三世（1765年—1770年），夭折
6. 亨麗埃特（1767年—1801年）